# Lestodelphys halli
La zarigüeya o comadrejita patagónica (Lestodelphys halli) es una especie de marsupial didelfimorfo de la familia Didelphidae endémica de Argentina, donde habita en ambientes fríos y secos, especialmente en las Provincias Fitogeograficas Patagónica y del Monte, y quizás en la del Bosque Subantártico. Dada su distribución es el marsupial más austral del mundo, y se caracteriza por su baja densidad poblacional, a pesar de tener una amplia distribución geográfica.

## Descripción
Esta comadrejita tiene el dorso es de color gris oscuro, y la parte ventral blanca, con un anillo oscuro que rodea los ojos. Características que comparte con las especies del género Thylamys, considerado como el taxón hermano de Lestodelphys halli. Las orejas son cortas y redondeadas, y su cola corta y no prensil, presenta un engrosamiento donde puede almacenar grasa. Las hembras no tienen marsupio. Se trata de un animal terrestre y no arborícola.

## Distribución
Hoy en día se conoce su distribución básicamente sobre la base de recolección de bolos de regurgitación de aves rapaces (egagrópilas) y trampeos. Sin embargo se ha registrado esta especie a lo largo de todo el Holoceno en numerosos sitios paleontológicos y arqueológicos. En el pasado ha tenido una distribución más amplia que la actual ya que es lo ha registrado también en Provincia de Buenos Aires. 
Esta especie habita en ambientes secos, de vegetación arbustiva. Se distribuye desde la provincia de Mendoza, por el Oeste, hasta el centro-norte de Santa Cruz.

## Estado de conservación
- Clasificación UICN: Preocupación Menor